# Jan Švéda
Jan Švéda (ur. 5 listopada 1931 w Brzecławiu, zm. 14 grudnia 2007) – czeski wioślarz reprezentujący Czechosłowację, brązowy medalista olimpijski.

## Kariera
Wystąpił w ósemkach na igrzyskach olimpijskich w Helsinkach w 1956, odpadając w półfinałach. Na rozgrywanych cztery lata później igrzyskach olimpijskich w Rzymie w 1960 roku, gdzie Czechosłowacy w składzie: Bohumil Janoušek, Jan Jindra, Jiří Lundák, Stanislav Lusk, Václav Pavkovič, Luděk Pojezný, Jan Švéda, Josef Věntus i Miroslav Koníček zdobyli brązowy medal w ósemkach. W wyścigu finałowym uplasowali się 7,66 sekundy za Wspólną Reprezentacją Niemiec i o 3,32 sekundy za osadą Kanady.
Ponadto wywalczył trzy medale w ósemkach: złoto na mistrzostwach Europy w Bledzie (1956), srebro na mistrzostwach Europy w Mâcon (1959) i brąz na mistrzostwach Europy w Duisburgu (1957).